# Start Romagna
Start Romagna è un'azienda italiana di trasporto che gestisce i servizi di trasporto pubblico in Romagna. La società è nata dalla fusione delle precedenti società di trasporto pubblico presenti sul territorio romagnolo: ATM di Ravenna, AVM di Forlì-Cesena e TRAM Servizi di Rimini.

## Storia
Start Romagna nacque il 4 novembre 2009 come holding tra le tre società ATM di Ravenna, AVM di Forlì-Cesena e Tram Servizi di Rimini, successivamente il 30 luglio 2010 la Holding si amplia con l'ingresso anche degli enti soci provenienti dai tre bacini di trasporto della Romagna (provincie e comuni delle zone interessate); il 28 settembre 2011 viene siglata la fusione delle tre società all'interno di Start, fusione che diventerà operativa il 1º gennaio 2012.
Ad ottobre 2012 il consiglio di amministrazione ha approvato un aumento di capitale di 4 milioni di euro che dovrà avvenire in natura tramite l'acquisizione del ramo di autolinee Rimini-Valmarecchia dalla bolognese TPER (Trasporto Passeggeri Emilia-Romagna) la quale diventa così azionaria di Start; è stato rinviato invece un ulteriore aumento di capitale di altri 4 milioni di euro da destinarsi ad un socio privato.

## Servizi

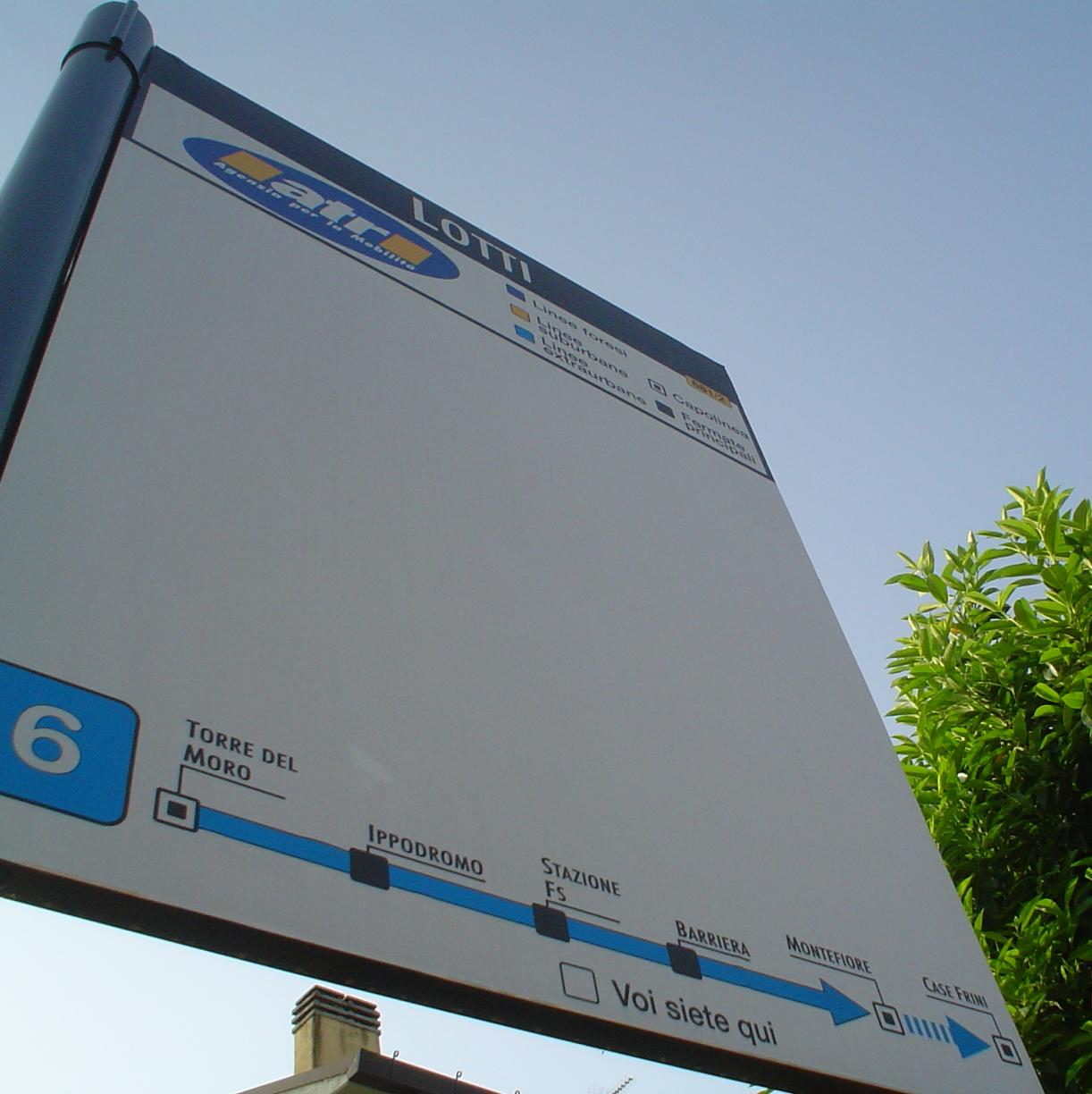
Una fermata dell'autobus a Case Frini (Cesena)

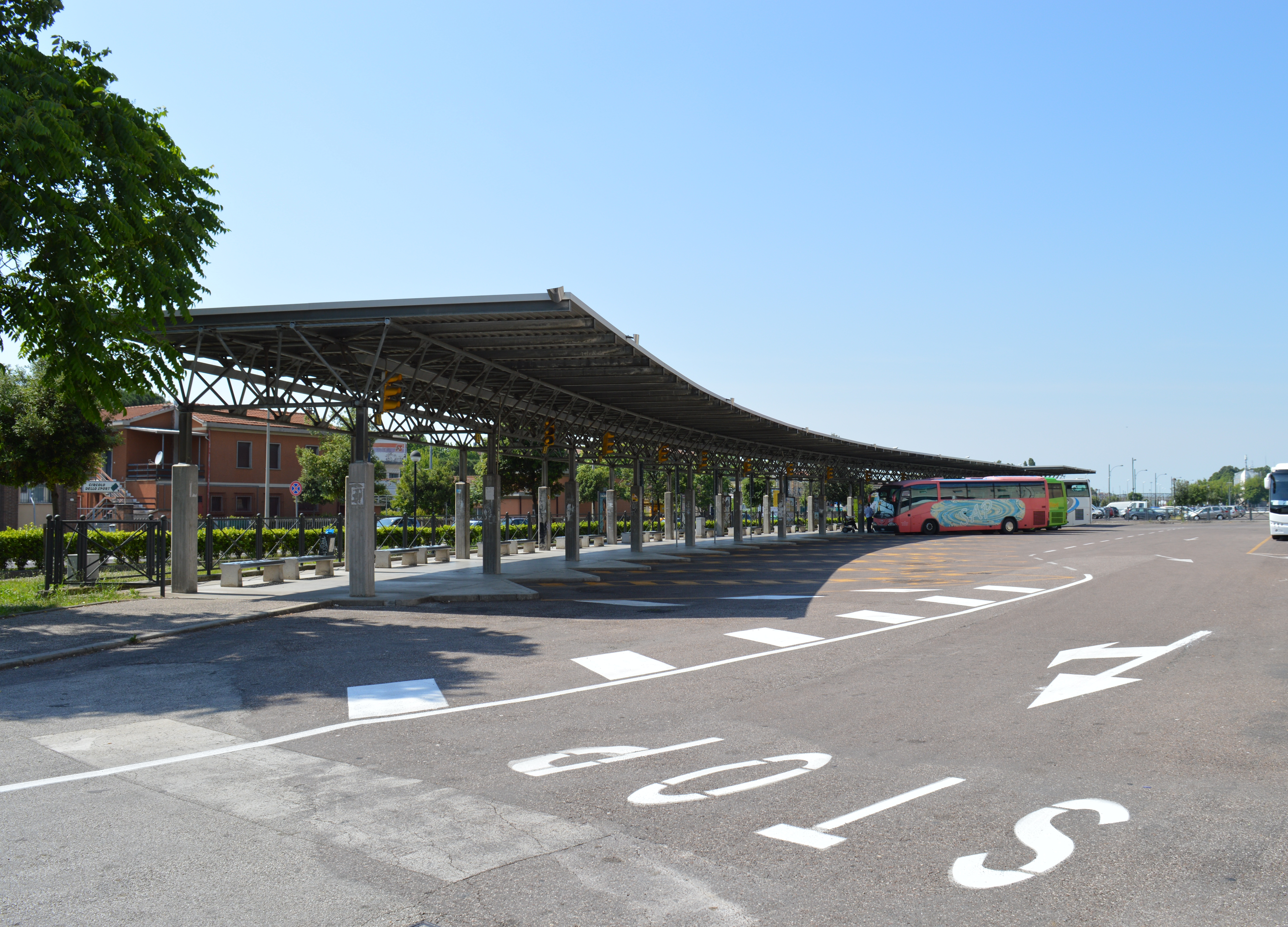
Piazzale di sosta a Ravenna per gli autobus extraurbani (piazzale Aldo Moro)

Start Romagna a partire dal 1º gennaio 2012 è subentrata alle tre aziende che ha incorporato nell'esercizio dei servizi di trasporto pubblico sia urbano che extraurbano all'interno delle provincie di Ravenna, Forlì-Cesena e Rimini diventando di fatto il gestore unico del trasporto pubblico nella Romagna.
Le linee di trasporto pubblico hanno peraltro mantenuto le numerazioni dei precedenti gestori e si hanno perciò sovrapposizioni di numerazione tra le linee dei tre bacini di servizio.
In particolare Start gestisce (in quanto socia dei consorzi AMR per le provincie di Rimini e Forlì-Cesena e Mete per la provincia di Ravenna) il servizio di trasporto pubblico locale nelle varie provincie per conto dell'Agenzia Mobilità Romagnola AMR, nata dalla fusione delle tre agenzie della mobilità delle provincie della romagna: Amb.Ra nella provincia di Ravenna, ATR nella provincia di Forlì-Cesena e Agenzia Mobilità nella provincia di Rimini.
Ad ottobre 2012 con l'incorporazione del bacino riminese di TPER, Start ha acquisito il ramo di autolinee Rimini-Valmarecchia.
La società ha gestito fino al 2018 anche una divisione dedicata al noleggio di pullman turistici denominata Start Away!
Start Romagna possiede due traghetti ("Azzurro" e "Baleno") che collegano Marina di Ravenna e Porto Corsini attraverso il canale Candiano. Il servizio è in funzione tutti i giorni, nel periodo invernale dalle ore 05:00 alle ore 00:30, e nel periodo estivo dalle 05:00 alle 02:00.
Start Romagna gestisce la filovia Rimini-Riccione ereditata da Tram Servizi e il nuovo servizio di trasporto rapido costiero denominato Metromare tra la stazione FS di Rimini e la stazione FS di Riccione per conto di PMR (Patrimonio Mobilità Rimini), società proprietaria dell'infrastruttura.
Start Romagna gestisce inoltre altri servizi di trasporto quali:
- Servizio scuolabus nel comune di Rimini;
- Servizio scuolabus nel comune di Bellaria-Igea Marina;
- Servizio scuolabus nel comune di Santarcangelo di Romagna;
- Servizio scuolabus nel comune di Verucchio;
- Navetta gratuita Le Befane, da Rivabella (linea A) e da Cattolica (linea B) per il centro commerciale Le Befane Shopping Center (solo nel periodo estivo);
- Navetto Mare: servizio navetta per il litorale di Marina di Ravenna e Punta Marina.
- Navette per fiere, congressi, manifestazioni ed eventi vari ed eventuali ricorrenze di un certo calibro.

Start Romagna è anche proprietaria del parcheggio a pagamento Clementini a Rimini, sito nell'ex deposito delle Ferrovie Emilia Romagna.

## Depositi
Start Romagna ha ereditato i depositi delle società incorporate i quali sono:
- 2 ex ATM: Ravenna Industrie e Faenza;
- 3 ex AVM: Forlì Pandolfa, Cesena Spinelli e Cesenatico;
- 1 ex Tram Servizi: Rimini Dalla Chiesa.

Inoltre ad ottobre 2012, con la cessione del ramo di TPER, ha acquisito il deposito di Rimini in via Clementini; quest'ultimo, vista la sua posizione strategica nei pressi del centro e della stazione ferroviaria, è stato successivamente chiuso e trasformato in un parcheggio a pagamento, gestito dall'azienda stessa.
L'azienda inoltre ha in uso altre strutture, adibite a depositi per rimessaggio autobus, nelle località di Santa Sofia, San Piero in Bagno e Cesenatico nella provincia di Forlì-Cesena; Riccione, Villa Verucchio e Novafeltria nella provincia di Rimini.